# Mulang Maya (Bengkunat)
Mulang Maya is een bestuurslaag in het regentschap Lampung Barat van de provincie Lampung, Indonesië. Mulang Maya telt 947 inwoners (volkstelling 2010).